# Бачманово (Пермский край)
Бачма́ново — деревня в Косинском районе Пермского края. Входит в состав Чазёвского сельского поселения.

## Название
По легенде, деревня названа в честь основавшего её богатыря Бача. Его изображает установленная в деревне деревянная скульптура. Бач считался сыном богатыря Перы или, по более поздней версии, библейского Адама. Его братьями были Юкся, Пукся и Чадз — основатели сёл Юксеево, Пуксиб и Чазёво соответственно.

## География
Располагается юго-западнее районного центра, села Коса. Расстояние до районного центра составляет 29 км.

## Население
| 1963 | 2010 |
| ---- | ---- |
| 286  | ↘124 |

По данным Всероссийской переписи населения 2010 года, в деревне проживало 124 человека (67 мужчин и 57 женщин).